# Résolution 674 du Conseil de sécurité des Nations unies
Membres permanents
- Chine
- États-Unis
- France
- Royaume-Uni
- URSS

Membres non permanents
- Canada
- Côte d'Ivoire
- Colombie
- Cuba
- Éthiopie
- Finlande
- Malaisie
- Roumanie
- Yémen
- Zaïre

Résolution no 673 Résolution no 675
La Résolution 674 du Conseil de sécurité des Nations unies fut adoptée le 29 octobre 1990. Après avoir rappelé les résolutions 660 (de 1990), 661 (de 1990), 662 (en) (de 1990), 664 (en) (de 1990), 665 (en) (de 1990), 666 (en) (de 1990), 667 (en) (de 1990) et 670 (en) (de 1990) sur le sujet de l'Irak, le Conseil a condamné la situation persistante au Koweït occupé après l'invasion irakienne du 2 août 1990, réaffirmant l'objectif de la communauté internationale de maintenir la paix et la sécurité internationales.

## Détails
La résolution exige tout d'abord que les forces irakiennes cessent et s'abstiennent de prendre des ressortissants étrangers en otage, ainsi que les mauvais traitements infligés aux ressortissants koweïtiens, en violation des décisions du Conseil, de la quatrième Convention de Genève et du droit international, et invite également les États à recueillir des informations sur les violations à leur encontre et à mettre ces informations à la disposition du Conseil. Le Conseil demande également à l'Irak de remplir ses obligations au titre de la Convention de Vienne sur les relations diplomatiques et les relations consulaires, après l'intrusion dans des missions diplomatiques de certains pays par les forces irakiennes, et demande à l'Irak d'autoriser les ressortissants étrangers et les diplomates à partir. Il demande en outre à l'Irak d'annuler la levée de l'immunité diplomatique et la fermeture des ambassades au Koweït occupé.
En ce qui concerne les questions humanitaires, la résolution 674 affirme que l’Irak doit garantir l’accès à la nourriture, à l’eau et aux services de base à la population civile du Koweït, ainsi qu’aux ressortissants étrangers et au personnel diplomatique. Le Conseil rappelle à l'Irak qu'il est responsable de toute perte, dommage ou dommage consécutif à l'invasion concernant le Koweït et des États tiers, ainsi que ceux de leurs ressortissants et sociétés. Parallèlement, la résolution demande aux États Membres de recueillir des informations sur les demandes de restitution et d’indemnisation pertinentes.
Notant que le Conseil sera saisi de la question jusqu'à ce que le Koweït acquière à nouveau son indépendance, le Conseil prie le Secrétaire général Javier Pérez de Cuéllar, "en utilisant ses bons offices", de continuer à déployer des efforts diplomatiques pour parvenir à une solution pacifique.
La résolution 674 est la dixième résolution adoptée sur le conflit, le Conseil menaçant «de nouvelles mesures» si nécessaire. C'est la résolution la plus complète sur le conflit concernant les questions humanitaires.
Elle a été adoptée par 13 voix contre zéro, avec les abstentions de Cuba et du Yémen.